# Stipagrostis lutescens
Stipagrostis lutescens är en gräsart som först beskrevs av Christian Gottfried Daniel Nees von Esenbeck, och fick sitt nu gällande namn av De Winter. Stipagrostis lutescens ingår i släktet Stipagrostis och familjen gräs. Utöver nominatformen finns också underarten S. l. marlothii.